# Waste
Een waste (spreek uit als weest) is de bediening voor de afsluiting op een wastafel of badkuip, en is meestal achter of naast de kraan aangebracht. 
De waste bestaat uit een hefboom-mechanisme dat de waterstop omhoog en omlaag beweegt. Op deze manier kan men de stop bedienen zonder natte handen te krijgen, en zonder in het hete water naar de stop te hoeven zoeken. Een losse stop is daarom niet meer nodig. Een bijkomend voordeel is dat er geen los stopje is dat kwijt kan raken of aan een kettinkje moet worden bevestigd.